# Erebia confluens
Erebia confluens är en fjärilsart som beskrevs av Félix Dujardin 1945. Erebia confluens ingår i släktet Erebia och familjen praktfjärilar. Inga underarter finns listade i Catalogue of Life.